# Арбі Бараєв
Арбí Алавтдíнович Барáєв (рос. Арби Алаутдинович Бараев; нар. 27 травня 1973 року, Алхан-Кала, Чечено-Інгушська АРСР, РРФСР, СРСР — 23 червня 2001 року, Алхан-Кала, Грозненський район, Чеченська Республіка) — 1-й командир Ісламського полку особливого призначення «ІПОП» (1996—2001), активний учасник руху за незалежність Чечні від Російської Федерації у 1990-х та 2000-х роках (до своєї смерті — 23 червня 2001), представник салафітського радикального крила чеченського опору. Вважається одним із найвідоміших емірів опору у війні з російськими військами в Чечні.Був прихильником створення чеченської ісламської держави на основі законів шаріату. У 1996 році отримав звання бригадного генерала.

## Біографія
Народився 27 травня 1973 року в селі Алхан-Кала. Закінчивши школу, працював постовим ДАІ в Урус-Мартані, куди його влаштував дядько за матір'ю — Ваха Арсанов, який працював в управлінні ДАІ Чечено-Інгушської АРСР. У 1991 році Ваха Арсанов, створюючи так звану національну гвардію, залучив до неї двох своїх колишніх працівників та племінника, який став одним з його тілоохоронців. Пізніше він перейшов в охорону колишнього начальника гудермеської ДАІ Ічкерії Султана Гелісханова, який очолив Службу національної безпеки ЧРІ (за іншими даними, він був тілоохоронцем Зелімхана Яндарбієва, який виховав з нього прихильника ваххабізму).

## Участь у російсько-чеченських війнах
У Першу російсько-чеченську війну Бараєв підпорядковувався польовому командиру Хизиру Алхазурову, але потім сформував власний загін, який Зелімхан Яндарбієв назвав «Ісламським полком особливого призначення». У червні 1995 року взяв участь в рейді Шаміля Басаєва на Будьонновськ. У 1996 році перейшов у підпорядкування арабському найманцю Хаттабу, який активно підтримував його дії з насадження ваххабизму та шаріату в Чечні.
Уже тоді місцеві прихильники чеченської незалежності розходилися з іноземними добровольцями в поглядах на подальші шляхи розвитку ЧРІ. Арбі Бараєв та Шаміль Басаєв, якому Бараєв був фанатично відданий, зайняли сторону арабських найманців. Розбіжності між керівниками ЧРІ вилилися у збройні сутички між загонами бойовиків. У липні 1998 року Арбі Бараєв за вказівкою Зелімхана Яндарбієва організував заколот в Гудермесі, який було придушено загоном Руслана Гелаєва. За це Президент ЧРІ Аслан Масхадов позбавив Бараєва звання бригадного генерала та розформував «Ісламський полк особливого призначення». Однак особистий склад не був роззброєний, і фактично озброєне угрупування продовжувало функціонувати.
З середини 1990-х років сам Бараєв та його піддані, як і багато хто в незалежній Чечні тих років, зайнялися прибутковим приватним бізнесом — викраденням людей, яких вони вбивали, якщо не отримували викуп. Ця діяльність продовжувалася і після підпису Хасав'юртівських угод. Заручників, за яких вчасно не був внесений викуп, катували та вбивали, при чому Бараєв настільки прославився своєю жорстокістю, що деякі інші викрадачі з його дозволу навіть повідомляли родичам викрадених, що викрадений начебто знаходиться у Бараєва, після чого родичі поспішали заплатити викуп. Гроші ділилися з Бараєвим. Бараєва та його людей також звинувачують у викраденні представника Президента РФ в Чечні Валентина Власова, у вбивстві співробітника російського представництва в Грозному Акмаля Саїтова, викраденнях фотокорреспондента ИТАР-ТАСС Володимира Яцини, журналістів НТВ, співробітників «Радіо Росії», солдатів та офіцерів російської армії. Сам Бараєв особисто катував та вбивав полонених та заручників.
Одним з останніх злочинів стало викрадення чотирьох іноземних інженерів-зв'язківців — трьох англійців та новозенладця Пітера Кеннеді, Даррена Хікі, Рудольфа Пеші та Стенлі Шоу, яких після декількох місяців полону Бараєв обезголовив особисто.
|                                                                                | Утім, треба віддати належне цілеспрямованості Бараєва. Людиною він був по-своєму унікальною: за п'ять років піднявся кар'єрними сходами від старшини ДАІ до бригадного генерала (аналог нашого звання генерал-лейтенанта)! Можна заносити до Книги рекордів Гіннеса. Причому таким стрімким сходженням 27-річний чеченець завдячує не блискучому розуму, талантам чи доблесті серця, а пролитій ним людській крові: з січня 1995 року він власноруч замучив понад двісті людей! Причому з однаковою садистською витонченістю знущався і над російським священиком, і над інгушем-міліціянтом, і над дагестанським будівельником, і над підданим Її Величності королеви Великобританії. |
| — генерал Геннадій Трошев, «Моя війна. Чеченський щоденник окопного генерала». | |

У 1999 році, з початком Другої російсько-чеченської війни, загон Бараєва брав участь в обороні міста Грозного під час операції зі взяття міста російськими військами. На початку 2000 року зі своїм загоном Арбі Бараєв увійшов в село Алхан-Юрт, де навесні того ж року організував угрупування «Джихад-3», яке здійснило ряд терактів. Зокрема, Арбі Бараєв спланував підрив 7 червня 2000 року начиненої вибухівкою вантажівки на території комендатури Омского ОМОНу в Алхан-Юрті. Виконавицею теракту стала двоюрідна сестра Бараєва Хава.
З березня 2000 по червень 2001 року терористичним угрупуванням «Джихад-3», яким командував Арбі Бараєв, було здійснено ряд замахів та вбивств чеченських чиновників, які співпрацювали з федеральними силами, у тому числі замах на мера Грозного Суп'яна Махчаєва. Також, членами «Джихад-3» були убиті керівники адміністрацій сел Гехі, Кулари, Валерика та Алхан-Юрта.

## Смерть
За офіційною версією, 23 червня 2001 року вбитий співробітниками Центру спеціального призначення разом зі своїми спільниками, у результаті операції ФСБ. Під час зачистки рідного села Бараєва, він разом з двома спільниками був знайдений в схроні за наводкою інформатора. У наслідок перестрілки загинув 19-річний старший стрілок-гранатометчик 8-го загону спеціального призначення «Русь» Євгеній Золотухін (10 серпня 2001 года посмертно удостоєний звання Героя Російської Федерації) та зазнали поранень декілька офіцерів, усі чеченські партизани були вбиті.
За іншою версією, 23 червня 2001 року в Алхан-Калі, за 10 кілометрів від Грозного, Бараєв був захоплений підрозділом ГРУ, який складався з чеченців. При цьому чеченцям довелося штурмувати будівлю військової комендатури, де Бараєв з охоронцями заховалися, аби уникнути арешту. Після захоплення, Бараєв та четверо його спільників допитувалися офіцерами ГРУ протягом 11 годин (допит записувався на відеокамеру), а потім були розстріляні.

## Родина
- Батько — Аллавтді Бараєв
- Матір — Сасана Хамидівна Арсанова
- Дядько — Ваха Арсанов
- Племінник — Доку Умаров
- Сестра — Лариса Бараєва
- Брати — Сулейман, Іслам, Ваха, Бухарі
- Племінник — Мовсар Сулейманов (Бараєв), керівник захоплення заручників в театральному центрі в Москві[15]

За деякими даними, в Арбі Бараєва було декілька дружин, одна з них:
- Зура Бараєва, керівничка жіночої частини загону, який захопив театральний центр в Москві[16]
- Син — Фатхі Бараєв (нар. 12.06.1998 в м. Грозний), воює проти російської окупаційної армії на боці України у складі ОБОП ЗС ЧРІ з початком повномасштабного етапу російсько-української війни[17]